# Anchamps
Anchamps é uma comuna francesa na região administrativa de Grande Leste, no departamento Ardenas. Estende-se por uma área de 2,27 km². Em 2010 a comuna tinha 218 habitantes (densidade: 96 hab./km²).